# Kholmy
Kholmy (ukrainien : Холми, russe : Холмы) est une commune urbaine de l'oblast de Tchernihiv, en Ukraine. Elle compte 2 505 habitants en 2021.